# Canon PowerShot G16
Canon PowerShot G16 – cyfrowy aparat kompaktowy wyprodukowany przez japońską firmę Canon, należący do serii Canon PowerShot, zaprezentowany 22 sierpnia 2013 roku i adresowany do profesjonalistów.

## Opis aparatu
Aparat Canon PowerShot G16 posiada jasny (f/1,8-2,8) obiektyw 28mm z 5-krotnym zoomem i jest wyposażony w matrycę CMOS o rozdzielczości 12,1 megapikseli oraz nowy procesor DIGIC 6. Posiada inteligentny stabilizator obrazu z 5-osiowym zaawansowanym dynamicznym stabilizatorem.
Wykonuje zdjęcia w serii z szybkością do 12,2 klatek na sekundę. Aparat jest wyposażony w wyświetlacz LCD o wielkości 7,5 cm (3 cale) PureColor II G LCD (922 tys. punktów) oraz wizjer optyczny OVF.
Inteligentny stabilizator obrazu niweluje skutki drgań aparatu, dzięki czemu zdjęcia są ostre nawet przy najdłuższej ogniskowej i przy słabym świetle. Zaawansowany dynamiczny stabilizator obrazu kompensuje ruch użytkownika w 5 osiach, zapewniając stabilne filmy.

## Ulepszenia w porównaniu z modelem Canon PowerShot G15
- 41% szybszy autofokus
- soczewki wykonane ze szkła o wysokim współczynniku referencji
- niewielka waga
- funkcja łączności bezprzewodowej Wi-Fi
- jasny obiektyw f/1,8-2,8 odpowiadający zakresowi 28-140 mm
- szybszy procesor DIGIC 6 z technologią iSAPS
- manualny tryb ekspozycji
- umożliwia zdalną kontrolę przez pilota
- 2,5x lepsza jakość nagrywania wideo[4]

## Funkcje
- bardzo szybkie fotografowanie do 12,2 kl./s dla pierwszych 5 klatek, a następnie 9,3 kl./s przez około 522 klatki
- fotografowanie w słabym oświetleniu dzięki systemowi HS bez statywu i lampy błyskowej
- dodawanie informacji o lokalizacji do zdjęć za pośrednictwem urządzeń mobilnych (obsługa GPS)
- łączność z domową siecią bezprzewodową, zgodnymi drukarkami i komputerami przez Wi-Fi
- nagrywanie w rozdzielczości full HD z prędkością 60 kl./s z zoomem optycznym i dźwiękiem stereo w formacie MP4
- tworzenie zdjęć HDR bez statywu
- pięcioosiowy tryb dynamicznej stabilizacji filmów IS[5]